# Requeijão
Requeijão cremoso em embalagem tradicional.
Requeijão é um tipo de laticínio produzido em Portugal e Brasil.
Em Portugal, este refere-se à massa formada a partir do soro do leite obtido quando do fabrico do queijo e que é novamente sujeito à ação do calor. Tradicionalmente o requeijão é um subproduto da fabricação do queijo de ovelha, sendo adicionado ao soro, até ao máximo de 18%, em volume, de leite de ovelha ou de cabra.
No Brasil, o seu surgimento deu-se como a utilização de um subproduto do leite desnatado como condimento para alimentos, que era descartado nas regiões produtoras de nata para a fabricação de manteiga.

## Requeijão brasileiro
O requeijão brasileiro possui basicamente duas variedades, a saber, de corte e cremoso. Cada qual possui um processo distinto de fabricação.

### Requeijão de corte
O requeijão de corte é a variedade mais antiga, essencialmente de produção artesanal. É um laticínio sólido, de cor amarela, feito de leite de vaca, muitas vezes confundido com queijo por sua aparência. Muito encontrado na culinária goiana, paulista, mineira e do sul baiano.
É também chamado de requeijão crioulo quando sofre reação de Maillard, ou seja, se torna mais escuro devido ao cozimento intenso. É a variedade de corte predominante nas regiões norte e nordeste do Brasil, sendo feito com leite de búfala na Ilha de Marajó.

### Requeijão cremoso
O requeijão cremoso é a variedade mais difundida atualmente, devido a produção industrial. É um laticínio pastoso, de cor branca, feito de leite desnatado e creme de leite fresco. Foi criado por Moacyr de Carvalho Dias em Poços de Caldas, no sul de Minas Gerais. É normalmente comercializado em copos de vidro ou plástico.
O requeijão culinário é uma variedade mais consistente do requeijão cremoso, elaborado para resistir a altas temperaturas sem alterar suas características.

## Requeijão português

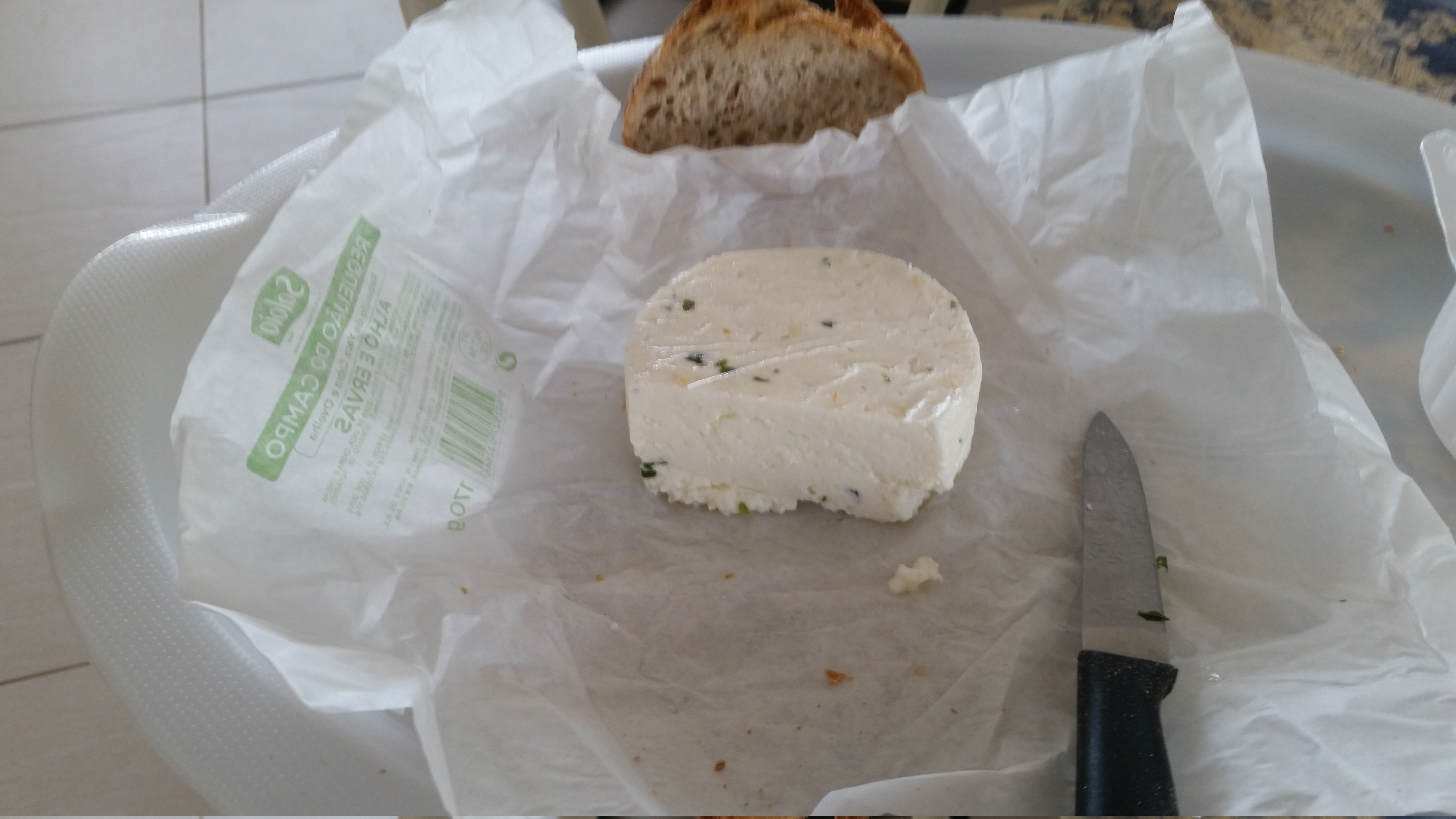
Requeijão sólido vendido em Portugal

Em Portugal, este nome é dado a um tipo de queijo semelhante ao Ricotta italiano, sólido e normalmente com um sabor forte característico, mais salgado que a versão italiana. Este produto português é de cor branca a branca-amarelada, sendo normalmente vendido em recipientes de plástico especialmente concebidos.